# أم الخل

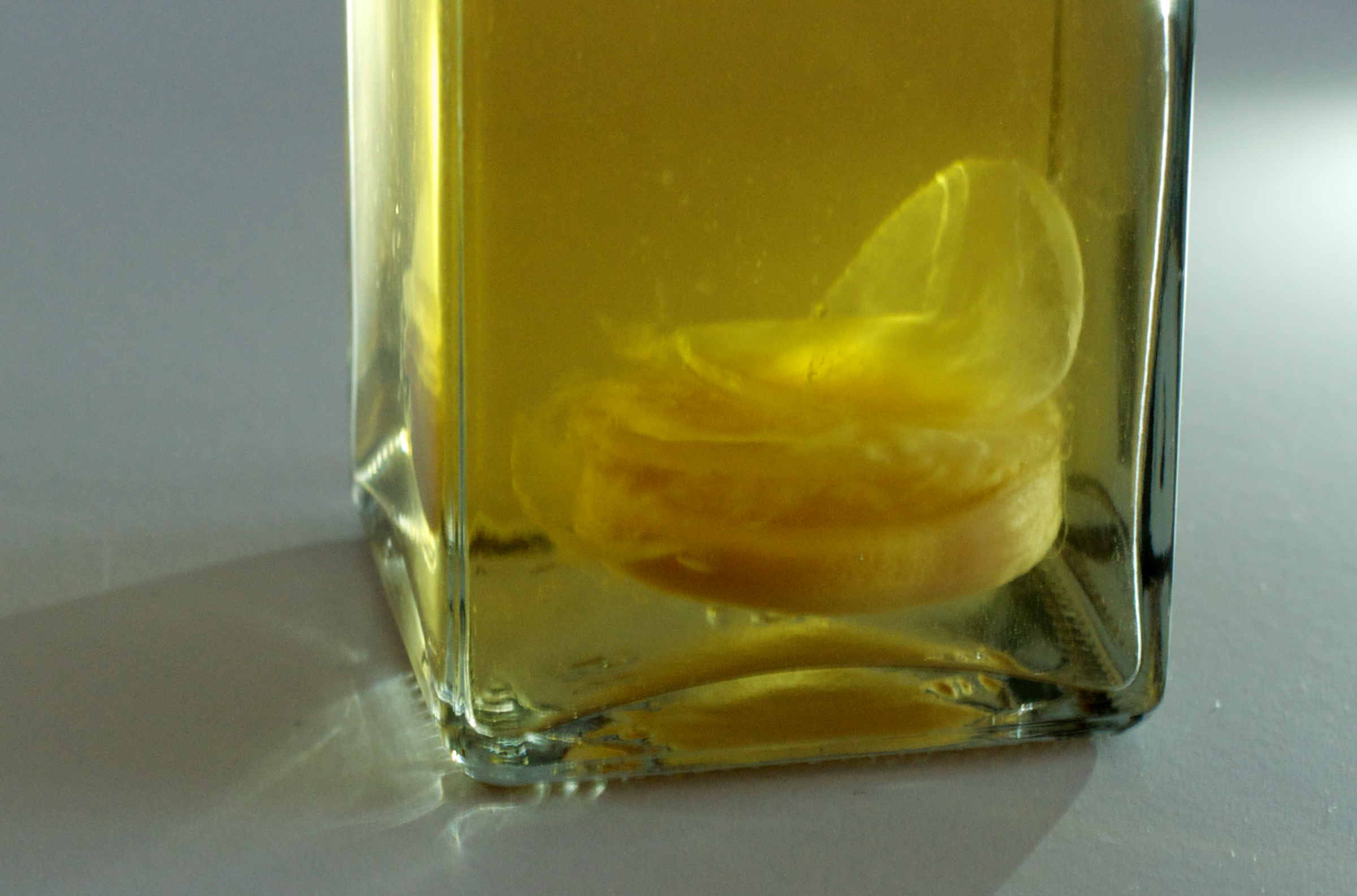
أم الخل في زجاجة.

أم الخل أو خميرة الخل المُخاطية هي مادة مكونة من نوع من السليلوز وبكتيريا حمض الخليك التي تنمو على تخميرالسوائل الكحولية الذي يحول الكحول إلى حمض الخليك بمساعدة الأكسجين من الهواء. تُضاف أم الخل إلى النبيذ وعصير التفاح وغيرها من السوائل الكحولية لإنتاج الخل.
تُعرف أم الخل أيضاً باسم الغلالة المخاطية الخلّيّة Mycoderma aceti، وهو تعبير لاتيني جديد مشتق من اليونانية. تُعتبر تسمية البكتيريا غير دقيقة نوعًا ما نظرًا لتحديدها الأصلي بالقرب من بداية علم الجراثيم. ويُستخدم تعبير خلالة خلية هو التسمية المفضلة المُستخدمة حاليًا.
يمكن أن تتكون أم الخل أيضًا في الخل الذي يُشترى من المتجر إذا كان في الخل كحول أو سكر غير مخمر وكحول، يشيع هذا الأمر خصوصًا في الخل غير المبستر. وعلى الرغم من عدم تمتع تلك المادة بمظهر فاتح للشهية، إلاأنها مادة غير ضارة تمامًا، ولا يجب التخلص من الخل المحيط بسببها. يمكن تصفيتها باستخدام فلتر قهوة.
تحتوي أم الخل على نفس المقدار من السعرات الحرارية التي يحتويها كل كوب من الخل (239غ) بحسب وزارة الزراعة الأميركية على المعلومات الغذائية كالآتي:
- السعرات الحرارية: 50
- الدهون: 0
- الدهون المشبعة: 0
- الكاربوهيدرات: 2.22
- الألياف: 0
- البروتينات: 0
- الكولسترول: 0

## فوائد طبية
توجد العديد من الفوائد الطبية لأم الخل في إذا شُربت أو وضعت بديلاً لملح الطعام أو استخدامها بشكل موضعي كالآتي:
- تحسين الهضم
- يمكن أن يساعد في تعزيز حالة الشعر
- تحسين حالة الجلد والأظافر
- خفض مستوى سكر الدم